# Torsten Frings
Torsten Frings, född 22 november 1976, är en tysk före detta fotbollsspelare och senare fotbollstränare.

## Spelarkarriär
Frings var en av Tysklands bättre spelare under 00-talet. Han debuterade i landslaget 2001 utan att kunna etablera sig som ordinarie. Under våren 2002 valde Rudi Völler att satsa på Frings som ytterback i det blivande VM-laget. Frings övertygade och under VM-slutspelet var han en av de spelare som spelade samtliga sju matcher när Tyskland vann VM-silver. 
Frings slog igenom i Werder Bremen men efter VM 2002 köptes han av Borussia Dortmund. Han valde 2005 att lämna Dortmund som hade ekonomiska problem och var ett lag som inte var med i toppen. Han spelade i topplaget Bayern München och blev tysk mästare 2005. Han trivdes inte fullt i Bayern och valde efter ett år att återvända till Werder Bremen.
Frings var med i det tyska lag som tog brons i VM 2006. Sista landskampen var mot Norge i februari 2009. Frings kunde spela på flera positioner men spelade framförallt på mittfältet som defensiv och offensiv mittfältare.

## Tränarkarriär
Den 27 december 2016 blev Frings klar som huvudtränare för Darmstadt 98.

## Meriter
- VM i fotboll: 2002, 2006
  - VM-silver 2002
  - VM-brons 2006
- EM i fotboll: 2004
- Fifa Confederations Cup 2005
  - Brons 2005